# Принц Шаолиня
«Принц Шаолиня» (иер. трад. 少林傳人, упр. 少林传人, кант.-рус.: Сиу Лам чхюнь янь, англ. Shaolin Prince) — гонконгский комедийный боевик 1983 года, снятый Тан Цзя по сценарию Вон Чина на студии братьев Шао. Главные роли исполнили Ти Лун, Дерек И и Джейсон Бай.

## Сюжет
Девятый князь хочет заполучить королевскую печать, чтобы стать императором. Для этого ему необходимо убить нынешнего главу престола и двух его новорождённых сыновей, старшего Тоу Хана и младшего Вон Читхая, а также их телохранителей, Кук Луна и Лэй Чена. Двое последних сбегают с мальчиками и расходятся: Хан находится под опекой трёх святых в храме Шаолиня, а о Читхае заботится первый министр Вон, и братья даже не знают о существовании друг друга. Опекунам Хана запрещено выходить из своего жилища из-за коррупции в Шаолине, а сам парень изучает технику Ицзиньцзин, но ничего не подозревает о своей родословной и о том, что у него королевская печать. Он не раз вступает в схватку с монахом-изменником, тайно работающим на князя, и всегда берёт верх над ним. Читхая воспитывает премьер-министр, а Кук Лун хорошо знает о существовании его брата, злодеяниях девятого князя и о мести. Лун говорит Читхаю, что единственный способ одолеть князя — отправиться в Шаолинь и получить руководство по Ицзиньцзин. Князь узнаёт о Читхае и идёт к министру: он пытается узнать о боевых навыках Вона, но тот сдерживается, поскольку осознаёт свою неспособность противостоять князю.
После акта экзорцизма монах Тоу Хун расстраивается и оставляет Хана на произвол судьбы, но пришедший Читхай спасает его и становится другом. Хан сопровождает нового товарища в храм, что приводит в гнев Хуна, когда они туда приходят. Читхай сражается с представителями храма в попытке завладеть руководством, но в итоге он проигрывает и попадает в плен. Хун решает задержать Хана, но снова проигрывает. Хан узнаёт правду о монахах и помогает другу сбежать. Им почти это удаётся, но проигрывают «восемнадцати Буддам». Тем не менее, обоих спасает троица святых, чей «домашний арест» подходит к концу и даёт им требуемое руководство. Хан и Читхай идут разобраться с императором-марионеткой, но встретившись с ним, Хан видит в нём хорошего человека. Читхай не согласен с этим, и пытается убить «правителя», из-за чего Хан вынужден использовать Ицзиньцзин. Читхай отступает, пока не появляются огненный и водяной генералы с намерением помешать Читхаю. Хан помогает другу разобраться с ними, а после чего улаживают разногласия. Они отправляются в резиденцию премьер-министра, где находят всех мёртвыми за исключением самого Вона и Кук Луна. Хан встаёт на колени, чтобы помочь Луну, и случайно роняет печать, поэтому Лун осознаёт, кто перед ним, и перед смертью произносит «мы нашли его!». Хан и Читхай понимают своё братство и отправляются в Шаолинь, чтобы победить девятого князя. Победив соперника, Читхай возвращается ко двору, а Хан становится старшим монахом Шаолиня с троицей святых.

## В ролях
- Ти Лун — Тоу Хан
- Дерек И — Вон Читхай
- Джейсон Бай[кит.] — девятый князь
- Ку Фэн — первый министр Вон
- Нгай Фэй — император
- Ку Куньчун[кит.] — император-марионетка
- Лю Юйпу[кит.] — мисс Ха
- Тан Цзя[кит.] — хозяин зала архатов
- Лэй Хойсан[англ.] — монах Тоу Хун
- Куань Фун — Кук Лун
- Лам Файвон — монах Нг Мин
- Алан Чань — монах Нг Чи
- Ю Тхаувань — монах Нг Лэй
- Цзян Дао — огненный генерал
- Чжань Сэнь[англ.] — настоятель Шаолиня
- Ян Чжицин — хозяин подворья в Тайане
- Юнь Ва[англ.] — Лэй Чен
- Юнь Пань — водяной генерал
- Сам Лоу — господин Ха
- Элвис Чхёй[англ.] — монах Нг Янь
- Чён Куоква — телохранитель девятого князя

## Отзывы
Авторы книги «The Encyclopedia of Martial Arts» Movies пишут о фильме следующее:
Нас побаловали всем по чуть-чуть в этом фильме — преданиями, историей, магией, нарядами, прекрасными натурными съёмками, хорошим кунг-фу и хореографией. К сожалению, сюжет не нов, и многие боевые сцены сделаны почти комично «эффектами полёта».
Финальная битва скорее комична, чем драматична. Декорации и костюмы прекрасны, боевые искусства и хореография замечательны, а также показано несколько боевых стилей и оружие.
 Кинокритик с ресурса «Heroic Cinema» делает заключение: 
В целом, Принц Шаолиня очень впечатляющий как для первого фильма режиссёра, и это позор, что Тхон Кай не начал режиссировать раньше как его современник, Лау Калён. Он [фильм], конечно, не воспринимается слишком серьёзно, имеет много изобретательных боевых сцен и является хорошим примером домашнего стиля Shaws в его самых безумных и красочных.
 Рецензент с «DVD Talk» подводит итог: 
Принц Шаолиня далёк от лучших фильмов Shaw Brothers, выпущенных Funimation (или любой другой лицензией) до сих пор, но если вы не против его глупости, это не плохие часы. Ти Лун хорош в своей роли, и боевые сцены доставляют, даже несмотря на то, что о сюжете дома много не написать.
 Критик с сайта «HKCinema.ru» в целом так описывает картину: 
Первый из трёх фильмов, снятых в качестве режиссёра признанным экшен-хореографом Тон Гаем, «Принц Шаолиня» – симпатичная уся-комедия, которая не открывает никаких новых горизонтов, но показывает, что студия Shaw Bros, невзирая на отставание в 80-х от многих конкурентов, всё-таки пыталась за ними угнаться. Так, по сути своей, это ответ братьев Шоу и сценариста Вонг Цзина на «Чудо-бойцов» Юнь Вопхина, такой же легковесный и забавный сюр, который накручивает на хорошо знакомые законы жанра абсурдный юмор.